# Silvio Demanuele
Silvio Demanuele (17 luglio 1961) è un ex calciatore maltese, di ruolo attaccante.

## Biografia
Proviene da una famiglia di calciatori che hanno totalizzato presenze con la maglia del Floriana: il fratello Joe e lo zio Pullu, quest'ultimo laureatosi per due volte capocannoniere della massima serie maltese

## Carriera

### Club
Con la maglia del Floriana ha disputato due incontri di Coppa delle Coppe, nel corso della stagione 1981-1982.

### Nazionale
Ha totalizzato sette presenze con la nazionale maltese, fra cui sei incontri valevoli per le qualificazioni agli Europei del 1984.

## Statistiche

### Cronologia presenze e reti in Nazionale
| Cronologia completa delle presenze e delle reti in nazionale ― Malta | Cronologia completa delle presenze e delle reti in nazionale ― Malta | Cronologia completa delle presenze e delle reti in nazionale ― Malta | Cronologia completa delle presenze e delle reti in nazionale ― Malta | Cronologia completa delle presenze e delle reti in nazionale ― Malta | Cronologia completa delle presenze e delle reti in nazionale ― Malta | Cronologia completa delle presenze e delle reti in nazionale ― Malta | Cronologia completa delle presenze e delle reti in nazionale ― Malta |
| Data                                                                 | Città                                                                | In casa                                                              | Risultato                                                            | Ospiti                                                               | Competizione                                                         | Reti                                                                 | Note                                                                 |
| -------------------------------------------------------------------- | -------------------------------------------------------------------- | -------------------------------------------------------------------- | -------------------------------------------------------------------- | -------------------------------------------------------------------- | -------------------------------------------------------------------- | -------------------------------------------------------------------- | -------------------------------------------------------------------- |
| 30-3-1983                                                            | La Valletta                                                          | Malta                                                                | 0 – 1                                                                | Irlanda                                                              | Qual. Euro 1984                                                      | -                                                                    |                                                                      |
| 15-5-1983                                                            | La Valletta                                                          | Malta                                                                | 2 – 3                                                                | Spagna                                                               | Qual. Euro 1984                                                      | -                                                                    |                                                                      |
| 4-6-1983                                                             | Reykjavík                                                            | Islanda                                                              | 1 – 0                                                                | Malta                                                                | Qual. Euro 1984                                                      | -                                                                    |                                                                      |
| 9-10-1983                                                            | Tripoli                                                              | Libia                                                                | 4 – 0                                                                | Malta                                                                | Amichevole                                                           | -                                                                    |                                                                      |
| 16-11-1983                                                           | Dublino                                                              | Irlanda                                                              | 8 – 0                                                                | Malta                                                                | Qual. Euro 1984                                                      | -                                                                    |                                                                      |
| 17-12-1983                                                           | Rotterdam                                                            | Paesi Bassi                                                          | 5 – 0                                                                | Malta                                                                | Qual. Euro 1984                                                      | -                                                                    |                                                                      |
| 21-12-1983                                                           | Siviglia                                                             | Spagna                                                               | 12 – 1                                                               | Malta                                                                | Qual. Euro 1984                                                      | -                                                                    |                                                                      |
| Totale                                                               |                                                                      | Presenze                                                             | 7                                                                    |                                                                      | Reti                                                                 | 0                                                                    |                                                                      |